# Eparchie tverská
Eparchie tverská je eparchie ruské pravoslavné církve nacházející se v Rusku.

## Území a titul biskupa
Zahrnuje správní hranice území Bologovského, Vyšněvolockého, Kalininského, Kaljazinského, Kašinského, Kimrského, Konakovského, Kuvšinovského, Ostaškovského, Seližarovského, Starického, Toržokského a Firovského rajónu Tverské oblasti.
Eparchiálnímu biskupovi náleží titul biskup tverský a kašinský.

## Historie
Eparchie byla zřízena nejpozději roku 1271 za vlády velkoknížete vladimirského Jaroslava Jaroslaviče oddělením území z polocké eparchie. Roku 1589 byla povýšena na archiepiskopii.
Dne 28. prosince 2011 byly rozhodnutím Svatého synodu zřízeny z části území eparchie nové eparchie bežecká a rževská. Tyto eparchie se staly součástí nově vzniklé tverské metropole.
Názvy:
- tverská (od 1271)
- tverská a kašinská (od 1289)
- tverská a starická (od 1589)
- kalininská a kašinská (od 1928)
- kalininská a starická (od 1931)
- kalininská a velikolukská (od 1935)
- kalininská a smolenská (1943–1944)
- kalininská a velikolukská (1944–1946)
- kalininská a kašinská (od 1946)
- tverská a kašinská (od 1990)
- tverská (od 28. prosince 2011)

## Seznam biskupů
- 1272–1289 Simeon svatořečený
- 1289–1316 Andrej (Gerděněv)
- 1316–1328 Varsonofij I.
- 1330–1342 Feodor I.
- 1342–1360 Feodor II. svatořečený
- 1361–1372 Vasilij
- 1374–1390 Jevfimij (Visleň)
- 1390–1409 Arsenij svatořečený
- 1411–1434 Antonij
- 1435–1451 Ilija
- 1453–1461 Moisej
- 1461–1477 Gennadij (Kožin)
- 1477–1508 Vassian (Strigin-Obolenskij)
- 1509–1521 Nil
- 1522–1567 Akakij svatořečený
- 1567–1570 Varsonofij II. svatořečený
- 1570–1572 Savva
- 1573–1578 Feodorit
- 1578–1602 Zacharija
- 1603–1609 Feoktist svatořečený mučedník
- 1613–1615 Arsenios Elassonos
- 1620–1628 Pafnutij
- 1628–1642 Jevfimij
- 1642–1654 Iona
- 1654–1657 Lavrentij
- 1657–1676 Ioasaf
- 1676–1681 Simeon
- 1681–1681 Varsonofij (Čertkov)
- 1682–1702 Sergij (Věltachov)
- 1703–1711 Kallist (Poborskij)
- 1712–1714 Alexij (Titov)
- 1714–1720 Varlaam (Kosovskyj)
- 1720–1723 Silvestr (Cholmskij)
- 1723–1738 Feofilakt (Lopatynskyj)
- 1739–1752 Mytrofan (Slotvynskyj)
- 1753–1758 Veniamin (Pucek-Grygorovyč)
- 1758–1763 Afanasij (Volchovskyj)
- 1763–1763 Innokentij (Něčajev)
- 1763–1770 Gavriil (Petrov)
- 1770–1775 Platon (Levšin)
- 1775–1783 Arsenij (Věreščagin)
- 1783–1788 Ioasaf (Zabolotskij)
- 1788–1792 Tichon (Malinin)
- 1792–1798 Irinej (Klementěvskij)
- 1798–1799 Pavel (Ponomarjov)
- 1800–1803 Pavel (Zernov)
- 1803–1814 Mefodij (Smirnov)
- 1814–1819 Serafim (Glagolevskij)
- 1819–1820 Filaret (Drozdov) svatořečený
- 1820–1821 Simeon (Krylov-Platonov)
- 1821–1826 Iona (Pavinskij)
- 1826–1831 Amvrosij (Protasov)
- 1831–1848 Grigorij (Postnikov)
- 1848–1857 Gavriil (Rozanov)
- 1857–1876 Filofej (Uspenskij)
- 1876–1877 Alexij (Ržanicyn)
- 1877–1879 Jevsevij (Ilinskij)
- 1879–1896 Savva (Tichomirov)
- 1896–1905 Dimitrij (Sambikin)
- 1905–1905 Mykolaj (Zjorov)
- 1905–1905 Nikolaj (Nalimov)
- 1905–1910 Alexij (Opockij)
- 1910–1914 Antonij (Karžavin)
- 1914–1918 Serafim (Čičagov) svatořečený mučedník
  - 1917–1917 Arsenij (Smoleněc) dočasný správce
- 1918–1928 Serafim (Aleksandrov)
  - 1922–1922 Petr (Zvěrev) dočasný správce svatořečený mučedník
  - 1926–1926 Pavel (Pavlovskij)
- 1928–1936 Faddej (Uspenskij) svatořečený mučedník
- 1936–1937 Nikifor (Nikolskij)
- 1937–1939 Palladij (Šerstennikov)
  - 1939–1941 eparchie neobsazena
- 1941–1944 Vasilij (Ratmirov)
  - 1944–1944 Nikolaj (Jaruševič) dočasný správce
- 1944–1945 Rafail (Běrezin)
- 1945–1950 Arsenij (Krylov)
- 1950–1954 Alexij (Sergejev)
- 1954–1958 Varsonofij (Griněvič)
  - 1958–1958 Makarij (Dajev) dočasný správce
- 1958–1960 Feodosij (Pogorskyj)
  - 1960–1960 Alexij (Konopljov) dočasný správce
- 1960–1971 Innokentij (Leoferov)
  - 1971–1972 Filaret (Vachromejev) dočasný správce
- 1972–1978 Germogen (Orechov)
- 1978–1988 Alexij (Konopljov)
- 1988–2018 Viktor (Olijnyk)
- 2018–2020 Savva (Michejev)
- od 2020 Amvrosij (Jermakov)